# 布朗維爾章克申 (緬因州)
布朗維爾章克申（英語：Brownville Junction）是位於美國緬因州皮斯卡特奎斯縣的一個普查規定居民點。

## 人口
根據2020年美國人口普查的數據，布朗維爾章克申的面積為1.66平方千米，當中陸地面積為1.66平方千米，而水域面積為0.00平方千米。當地共有人口506人，而人口密度為每平方千米304.82人。